# Марцінув (Люблінське воєводство)
Марцінув (пол. Marcinów) — село на сході Польщі, у гміні Абрамів Любартівського повіту Люблінського воєводства.
Населення — 235 осіб (2011).
Розташоване на відстані 22 км від Любартова, і 32 км від Любліна, та 3 км на північний-захід від Абрамува.

## Демографія
Демографічна структура станом на 31 березня 2011 року:
|          | Загалом | Допрацездатний вік | Працездатний вік | Постпрацездатний вік |
| -------- | ------- | ------------------ | ---------------- | -------------------- |
| Чоловіки | 124     | 26                 | 85               | 13                   |
| Жінки    | 111     | 18                 | 67               | 26                   |
| Разом    | 235     | 44                 | 152              | 39                   |